# John Watt Beattie

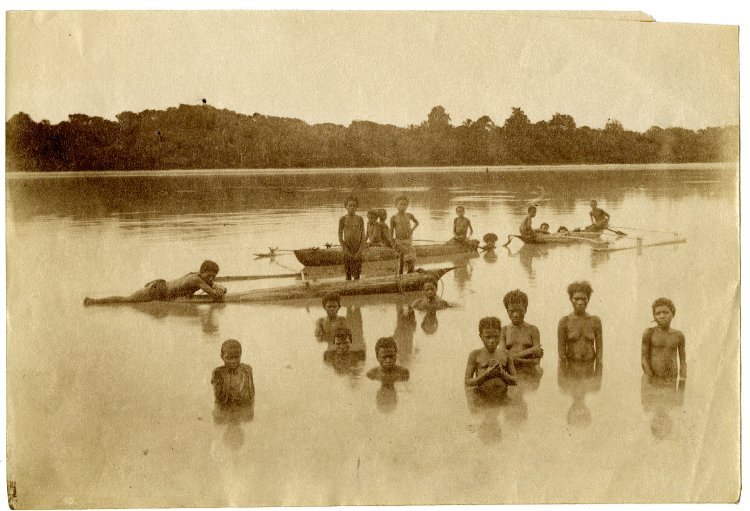
John Watt Beattie: Fotografie pořízená na Fidži, počátek 20. století

John Watt Beattie (15. srpna 1859 Aberdeen – 24. června 1930 Hobart) byl australský fotograf.

## Životopis
Beattie se narodil ve skotském Aberdeenu. V roce 1890 byl zvolen členem Královské společnosti Tasmánie. Dne 21. prosince 1896 byl jmenován fotografem tasmánské vlády. Fotografoval rozsáhle kolem Tasmánie, stejně jako ve Střední vysočině a na západním pobřeží Tasmánie. V 90. letech 19. století byl zaměstnán společností North Mount Lyell Company , aby fotografoval mezi Gormanstonem, Tasmánií a Kelly Basin.
Cestoval s laternou magikou s různými příběhy – Výlet po Tasmánii, Od Kellyiny pánve ke Gormanstonu nebo Port Arthur a Tasmánský poloostrov
V 90. letech 19. století také připravoval komponované obrazy guvernérů Tasmánie 1804–1895 a poslanců Tasmánie v letech 1856–1895.
Cestoval také na ostrov Norfolk, kde také fotografoval. Zemřel 24. června 1930 v Hobartu.

## Galerie

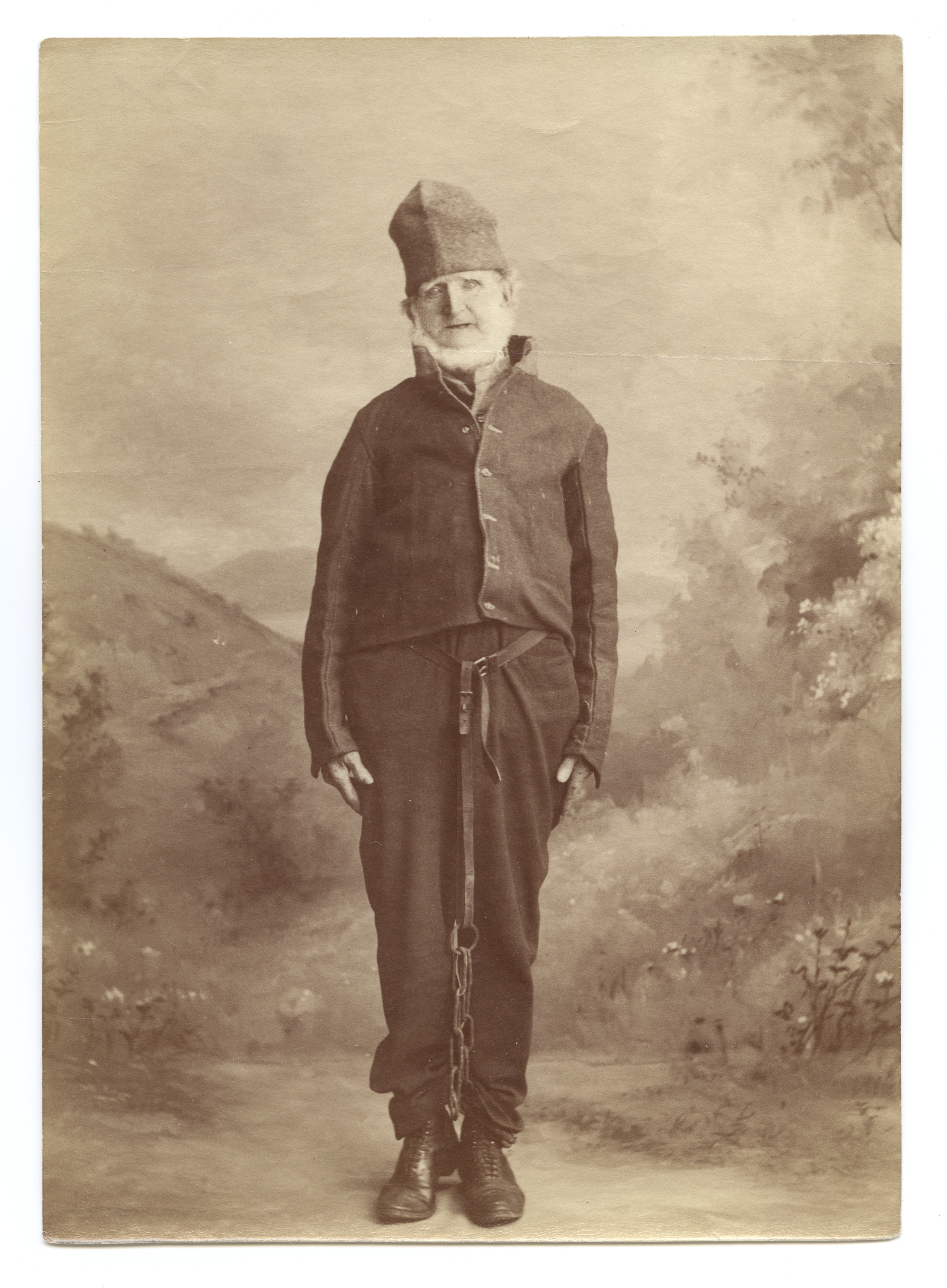
Bill Thompson, Tasmanie
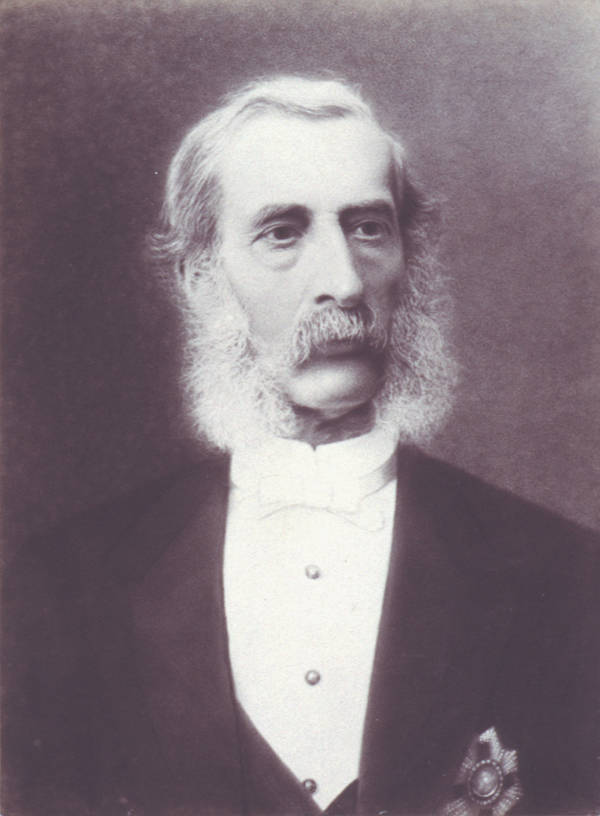
John Henry Lefroy, guvernér Tasmanie
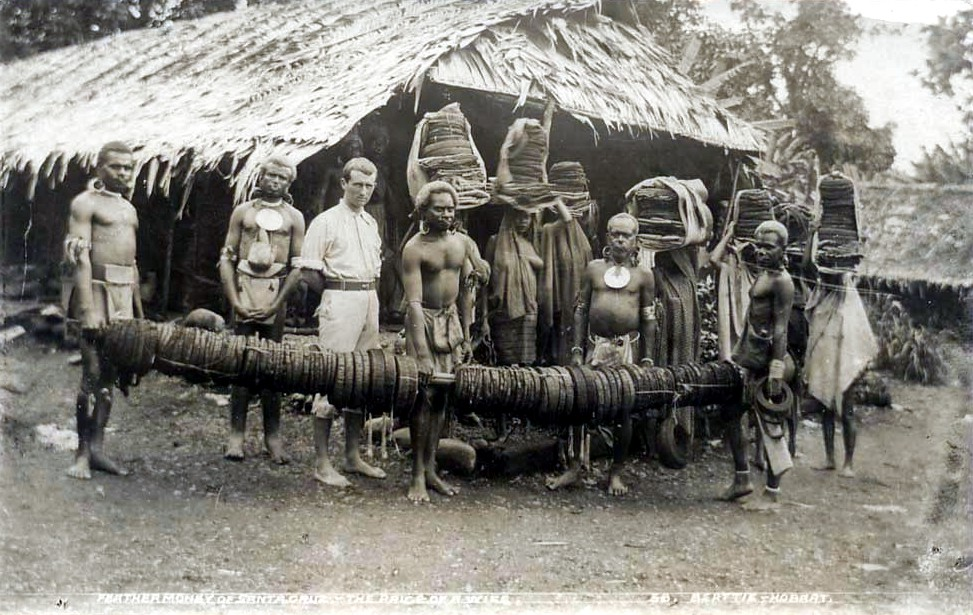
Scéna Îles Salomon
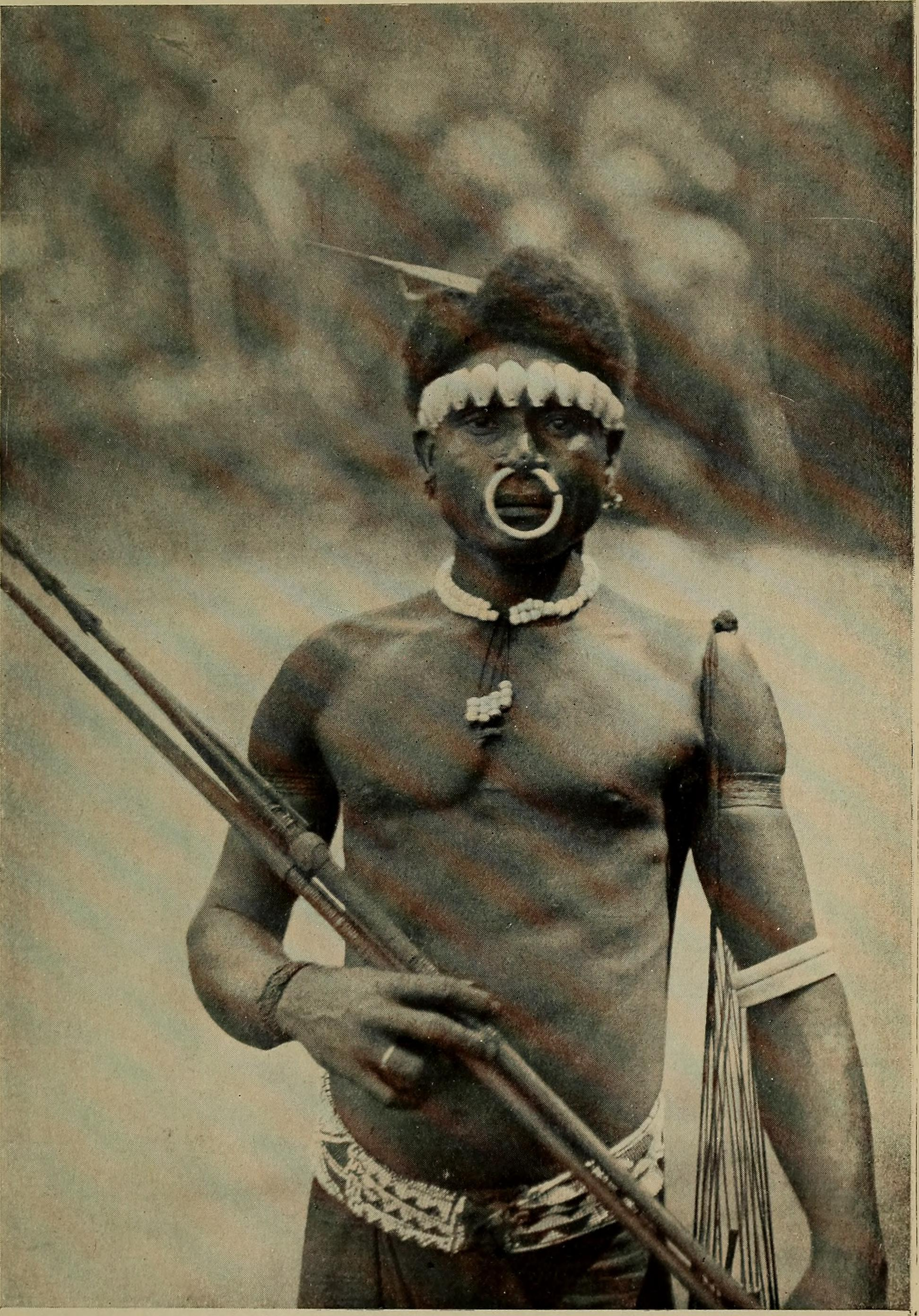
Modern travel, a record of exploration, travel, 1921
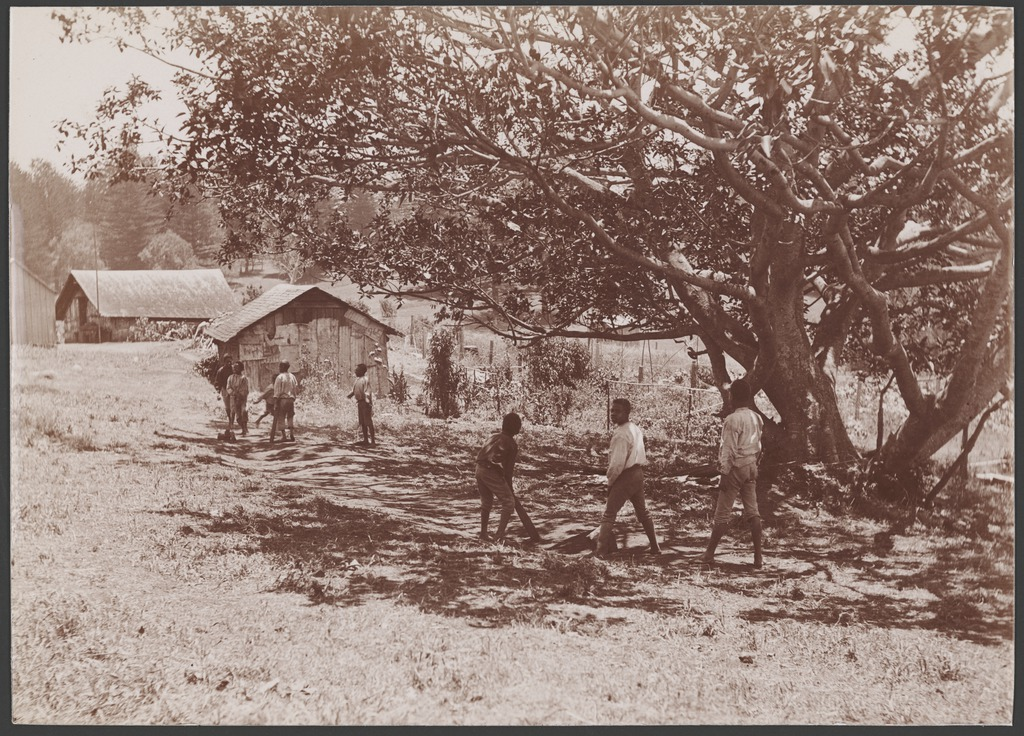
Děti hrají kriket, St. Barnabas, Norfolk Island, 1906
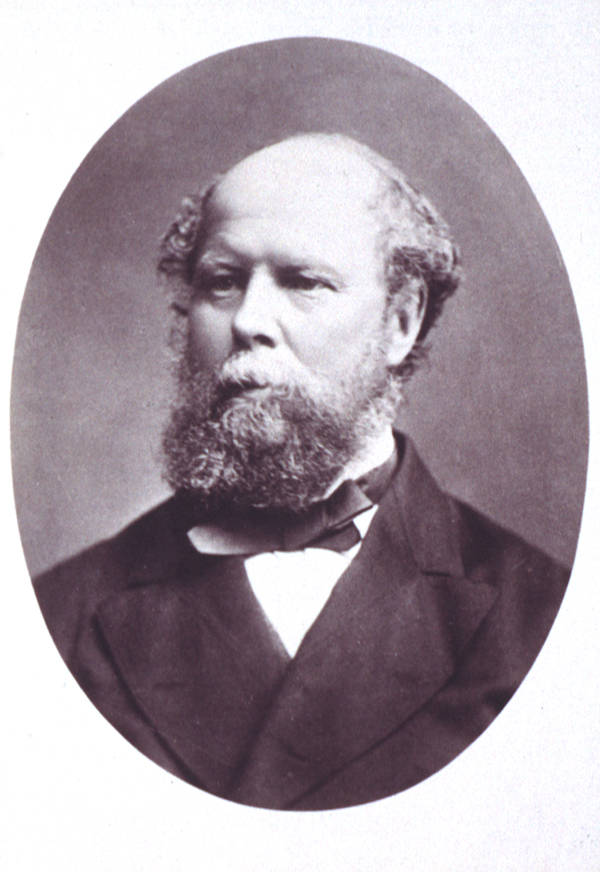
William Crowther
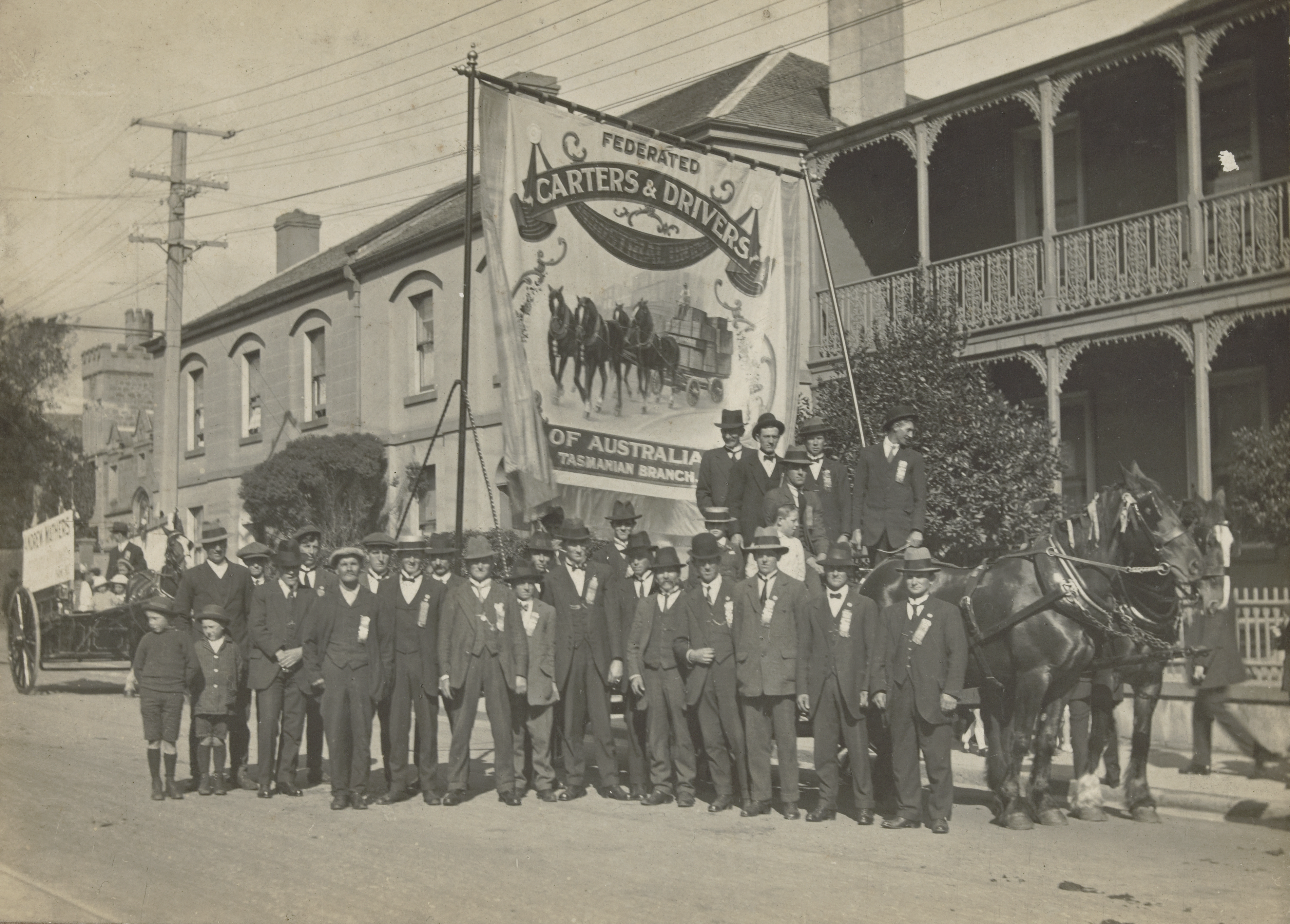
Federated Carters and Drivers Union
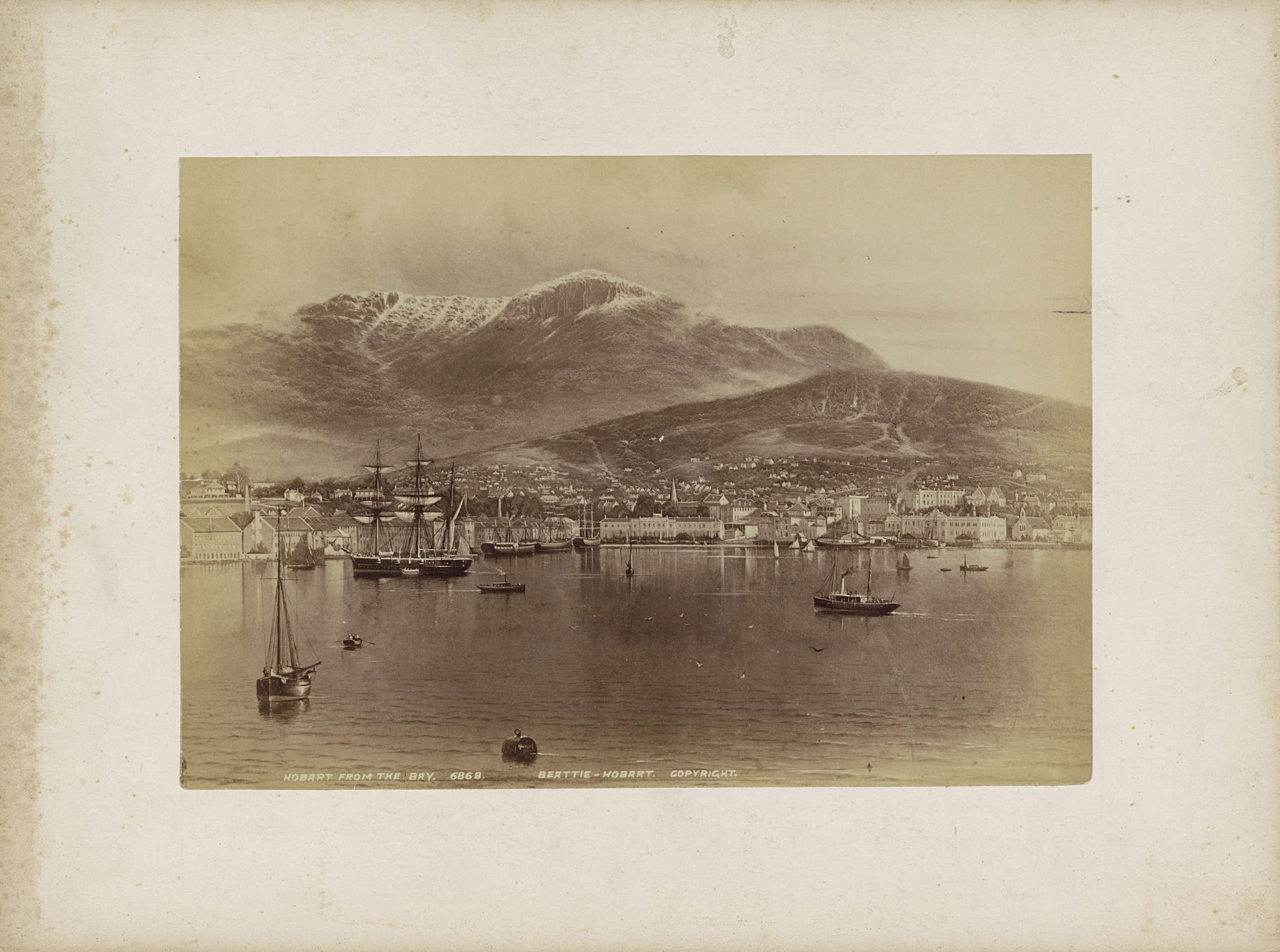
Asi 1890–1910